# Wilhelm Huss
Magnus Wilhelm Huss (i riksdagen kallad Huss i Stockholm), född 26 oktober 1843 i Härnösands församling, Västernorrlands län, död 19 februari 1908 i Oscars församling, Stockholms stad, var en svensk jurist, ämbetsman och riksdagsman.
Huss blev student vid Uppsala universitet 1862, filosofie kandidat där 1867, filosofie doktor 1869 och juris kandidat 1871. Han blev vice häradshövding 1872 och var tillförordnad sekreterare i nya lagberedningen 1876–1879. Huss blev assessor i Svea hovrätt 1883, konstituerad revisionssekreterare 1883 samt ordinarie revisionssekreterare 1886. Han var ledamot av första kammaren i Sveriges riksdag 1887–1889, justitieombudsman 1889 och justitieråd 1889–1908. Huss är begraven på Gamla kyrkogården i Härnösand.